# غزيك (درميان)
غزیك (بالفارسية: گزیک) هي قرية تقع في إيران في قسم غزیك الريفي. يقدر عدد سكانها بـ 2,773 نسمة .